# طاهرآباد (لالی)
طاهرآباد (لالی)، روستایی از توابع بخش حتی شهرستان لالی در استان خوزستان ایران است.

## جمعیت
این روستا در دهستان طاهرآباد قرار دارد و براساس سرشماری مرکز آمار ایرانسرشماری عمومی نفوس و مسکن1401جمعیت آن ۲۶۸۰ نفر (560خانوار) بوده‌است،که از طایفه بابادی تیره میرقائد تش رکان میباشند . 